# コードネーム:ストラットン
『コードネーム:ストラットン』（原題：Stratton）は、2017年に公開されたイギリスのアクション映画。ダンカン・ファルコナーの冒険小説の"Stratton"シリーズを原作としている。イギリス海兵隊の特殊舟艇部隊(SBS)隊員を主人公としており、原作者のファルコナーもSBSの出身者である。
日本では「カリテ・ファンタスティック!シネマ・コレクション2017」にて2017年7月21日から限定公開された。

## ストーリー
SBS隊員であるジョン・ストラットンは、アメリカ海軍Navy SEALsよりSBSに派遣された相棒マーティーと共にイランの化学工場にある生物兵器を破壊する任務に参加していた。
しかし、生物兵器はすでに奪われており、直後の襲撃でマーティーが戦死してしまう。その後ストラットンは、MI6の分析により生物兵器を奪った組織が元FSBのスパイであり、現在はテロリストであるバロフスキーという男に率いられていたことを知る。ストラットンはMI6およびマーティーの後任者であるSEALs隊員ハンクと共にバロフスキーの陰謀に立ち向かっていく。

## キャスト
| 役名                     | 俳優                     | 日本語吹替 |
| ------------------------ | ------------------------ | ---------- |
| ジョン・ストラットン     | ドミニク・クーパー       | 中井和哉   |
| ハンク                   | オースティン・ストウェル | 内野孝聡   |
| アギー                   | ジェンマ・チャン         | 植竹香菜   |
| マーティー               | タイラー・ホークリン     |            |
| グレゴリー・バロフスキー | トーマス・クレッチマン   | 横島亘     |
| カミングス               | トム・フェルトン         | 平川大輔   |
| サムナー                 | コニー・ニールセン       | 井上喜久子 |
| ロス                     | デレク・ジャコビ         | 堀越富三郎 |
| その他                   |                          |            |